# مانويل دي لارا تشوريجيرا
مانويل دي لارا تشوريجيرا (بالإسبانية: Manuel de Lara Churriguera)‏ ‏ (1690 في مدريد - 25 يوليو 1755 في شلمنقة) مهندس معماري، ونحات من إسبانيا.